# Rama (Marke)
Rama ist eine Marke der Upfield Holdings, unter der seit 1924 größtenteils pflanzliche Streichfette und Margarinen in Deutschland, Österreich und seit 1954 (damals als Planta) auch in der Schweiz angeboten werden. Bis 2018 war der Unilever-Konzern Markeninhaber. Unter der Bezeichnung Rama Culinesse bietet Upfield Holdings auch zum Braten geeignete Erzeugnisse auf Basis von Pflanzenfett an.
Der Markenname Rama für „Butter, Margarine, Speisefette, Speiseöle“ wurde bereits am 15. Januar 1901 in das deutsche Markenregister eingetragen.
Bis zum Jahr 2007 enthielt Rama drei Pflanzenöle, namentlich Rapsöl, Maisöl und Sonnenblumenöl. Danach wurde die Rezeptur geändert. Aus der vorigen Margarine mit einem Fettgehalt von 80 % wurde ein Streichfett mit einem Fettgehalt von 70 %.  Hierbei wurde ein Großteil des Fettes durch das ethisch stark umstrittene Palmöl ersetzt. In der Folge wurde der Fettgehalt weiter reduziert und beträgt aktuell nur noch 60 %.
Zum 2. Juli 2018 übernahm der Finanzinvestor KKR die Brotaufstrich-Sparte von Unilever und führt sie seither als Upfield Holdings. Im Jahr 2018 wurde die Marke Sanella übernommen, die sukzessiv in die Rama-Familie integriert werden soll.

## Entwicklung und Marketing

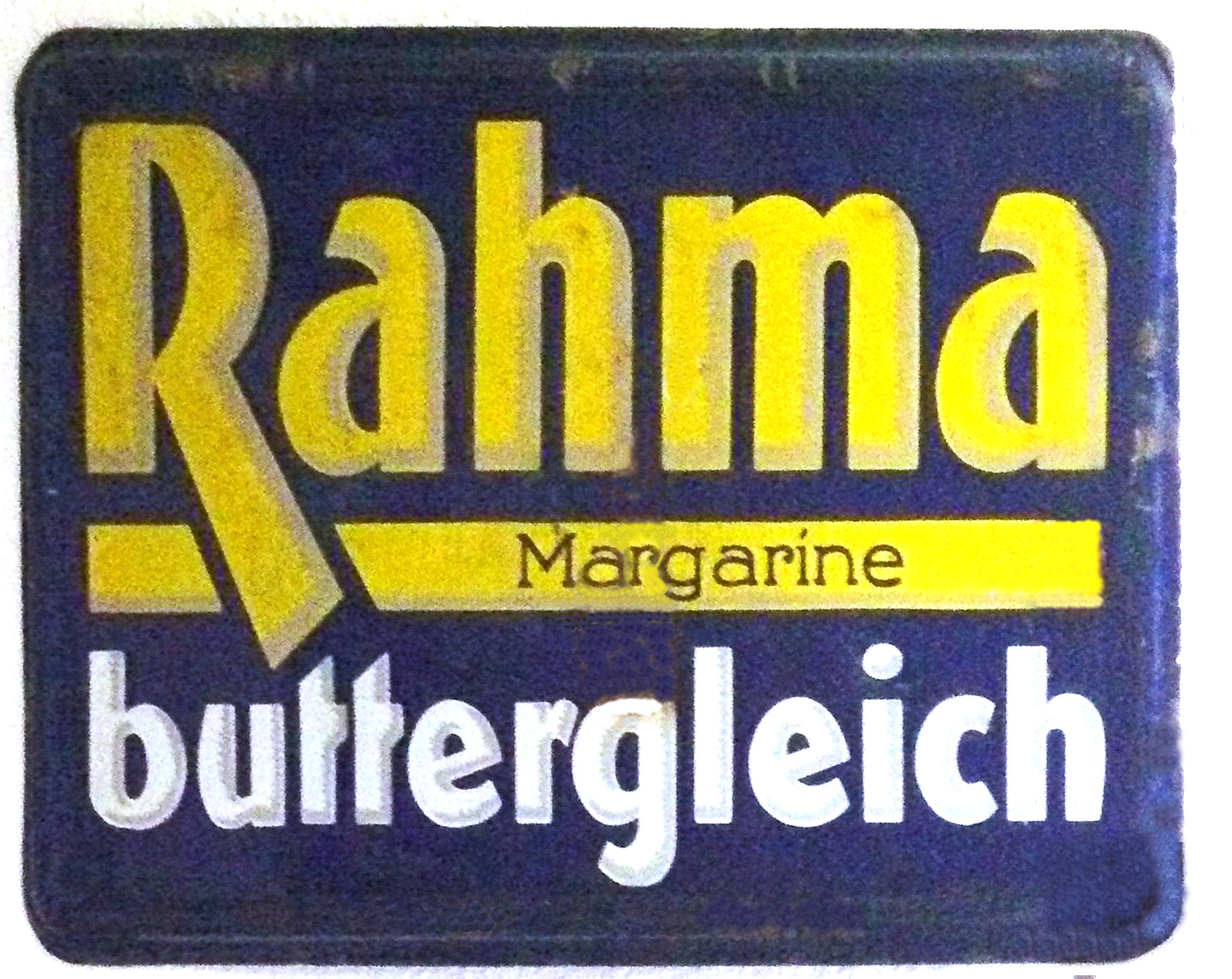
Emaillewerbeschild noch unter dem Namen „Rahma“

Zu Beginn der 1920er Jahre wurde Margarine in Deutschland regional produziert und beworben. So auch bei der Deutschen Jurgenswerke AG. Die Deutsche Jurgenswerke AG beschloss 1924, diese Vielfalt der eigenen Marken durch eine gemeinsame Marke, Rahma, zu ersetzen. Der Name des Pflanzenfettes Rahma sollte Assoziationen mit dem tierischen Rahm erwecken; auch mit Attributen wie „butterfein“ u. ä. wurde Ra(h)ma beworben, bis allerdings eine deutsche Rechtsverordnung Ende 1932 solchen Anlehnungsversuchen ein Ende setzte, indem sie in der Etikettierung und Werbung von Margarine jegliche Hinweise auf Milch, Butter und andere Milcherzeugnisse in Wort und Bild untersagte. Bereits 1926 wurde das „h“ aus dem Markennamen genommen, um eine Verwechslung mit reinen Milchprodukten auszuschließen.
In der Zwischenkriegszeit veröffentlichte Rahma bzw. Rama als Marketing-Maßnahme die periodisch erscheinende Kinder- und Jugendlichen-Zeitschrift „Rahma-Post“ bzw. „Rama-Post“.
Nach der Unterbrechung durch den Zweiten Weltkrieg führte die Margarine-Union (die deutsche Unilever-Tochter) zunächst nur den Markennamen Sanella wieder ein. Erst 1954 wurde die Marke Rama, die bei den Verbrauchern aus Vorkriegszeiten noch recht bekannt war, mit großem Werbeaufwand als teurere, hochwertige Margarinemarke lanciert. Die Verpackung gestaltete die Unilever-Werbeabteilung nach systematischen Verbrauchertests aus goldfarbenem Papier mit Motiven im Stile von Delfter Kacheln, und als Werbefigur wurde eine junge Frau in Vierländer Tracht eingesetzt, die schon nach wenigen Jahren breite Bekanntheit erlangte und von den Verbrauchern eng mit Margarine in Verbindung gebracht wurde. Die Markteinführung verlief so erfolgreich, dass Rama bereits 1962 einen Anteil von ca. 40 % auf dem stagnierenden, seit 1956 sogar rückgängigen deutschen Margarinemarkt erreichte und Sanella mit ca. 15 % weit abgeschlagen war; die Marken anderer Hersteller waren dagegen vergleichsweise bedeutungslos. Das „Rama-Mädchen“ wurde zu einem bestimmenden Merkmal der Markenidentität des Produkts und wurde, mehrmals überarbeitet, jahrzehntelang als zentrales Motiv der Werbespots der Marke eingesetzt. Anfang 2011 überholte und vereinheitlichte Unilever das Erscheinungsbild einiger seiner Margarinemarken (neben Rama auch Planta und Blue Band), schaffte in dem Zuge das „Rama-Mädchen“ ab und ersetzte es durch Blumenmotive.
Nach der Markenübernahme durch Upfield Holdings wurde dieser Schritt zurückgenommen und das Rama-Mädchen in überarbeiteter Form wieder verwendet.
Nach dem Zweiten Weltkrieg wurde vor allem die Produktpalette kontinuierlich erweitert und die Hauptzielgruppe der Hausfrauen mit Werbeslogans beworben, wie „Rama macht das Frühstück gut“ oder die bildliche Assoziation der „Rama-Frühstücksfamilie“.
Um die Abgrenzung zu anderen Produkten der Produktlinie zu ermöglichen, erhielt das eigentliche Streichfett zwischenzeitlich den Beinamen „Original“, Später den Zusatz „- der Klassiker“
Im Jahre 2008 wurde der Fettgehalt von Rama Original von 80 % auf 70 % gesenkt. 2017 wurde der Fettgehalt auf 60 % reduziert und Rama – der Klassiker darf deswegen nicht mehr als Margarine, sondern nur als Dreiviertelfettmargarine bezeichnet werden.
Seit einiger Zeit werden unter dem "Logo" von Rama verstärkt auch vegane Produkte zum "Streichen", "Kochen" und "Schlagen" angeboten. Damit folgt Rama einem Trend, der sich zunehmend im Markt verbreitet.

## Inhaltsstoffe
Rama hat seit einer Änderung der Rezeptur im Jahre 2017 einen Gesamtfettgehalt von 60 %.
Zutaten: pflanzliche Öle und Fette (Raps, Palm), Trinkwasser, Fababohnenprotein, Speisesalz (0,5 %), Emulgatoren (Mono- und Diglyceride von Speisefettsäuren, Lecithine), Konservierungsstoff (Kaliumsorbat), Säuerungsmittel (Citronensäure), Aromen, Vitamine (A, D, E), Farbstoff (Carotin).
Der Fettanteil setzte sich 2017 zusammen aus 36 % Raps, 24 % Palm.
Nach der europäischen Streichfettverordnung handelt es sich um eine Dreiviertelfettmargarine (mindestens 60, höchstens 62 %).
Rama enthält Palmöl. Unilever wurde vorgeworfen, mit Lieferanten zusammenzuarbeiten, die nicht nachhaltig wirtschafteten und kriminelle Praktiken anwendeten, beispielsweise dem indonesischen Konzern Wilmar, der auch vor Gewaltexzessen nicht zurückschrecke.
Ungefähr zeitgleich mit dem Artikel gab Unilever bekannt, dass der gesamte Bezug von Palmöl bis 2013 nur noch aus nachhaltigem Anbau erfolgen solle. Seit dem Jahr 2010 ist das eingesetzte Palmöl im D–A–CH–Raum nach Standards des umstrittenen Roundtable on Sustainable Palm Oil zertifiziert, dem Kritiker Wirkungslosigkeit vorwerfen. Im Jahr 2012 teilte Unilever mit, dass dieses Ziel für die europäische Produktion nach dem GreenPalm-Standard bereits erreicht worden sei.
Rama wird auch ohne Palmöl angeboten. Dafür verwendet werden stattdessen Sonnenblumen-, Kokos- und Rapsöl in veränderlichen Gewichtsanteilen.

## Kritik
Die Stiftung Warentest untersuchte 2008 in einer Studie die ernährungsphysiologische Zusammensetzung gängiger Margarinesorten. Rama erhielt die Note „Befriedigend“ und schnitt ähnlich wie andere namhafte Markenprodukte schlechter ab als einige günstige Handelsmarken und Discountmargarinen.
Das Nachrichtenmagazin Der Spiegel führte im April 2011 das Produkt „Rama Unwiderstehlich!“ als Beispiel für versteckte Preiserhöhungen im Lebensmittelbereich an. Der 400-Gramm-Becher „Rama Unwiderstehlich!“ kostet genauso viel wie der 500-Gramm-Becher der Standardsorte Rama. Unilever antwortete auf Anfragen nach den Gründen für diesen Sachverhalt: „es handle sich um zwei Produkte mit unterschiedlicher Rezeptur“. „Rama Unwiderstehlich“ biete ein anderes Geschmackserlebnis und es ergebe sich ein Preis, der „geringfügig höher“ sei. Tatsächlich ist der Kilopreis 25 % (ein Viertel) höher.

## Negativauszeichnungen
Die Verbraucherzentrale Hamburg erklärte die ehemalige Margarine Rama am 23. Januar 2023 zum Gewinner des Negativpreises „Mogelpackung des Jahres“. Grund ist, dass 2022 der Fettgehalt zum selben Preis gesenkt wurde. Außerdem wird das Streichfett seit dem Jahr 2022 mit 400 statt 500 Gramm Inhalt ebenfalls zum selben Preis in einer gleich großen Dose verkauft. Das Produkt wurde so alleine durch die Inhaltsreduzierung um 25 Prozent teurer kritisierte die Verbraucherzentrale. Bei einer Abstimmung im Internet bekam das Streichfett die meisten Stimmen von allen nominierten Produkten. 34.293 Menschen stimmten diesmal online ab, etwa doppelt so viele Teilnehmer wie im Vorjahr. Die Liste der Nominierten geht auf 2022 gegebene Hinweise und Beschwerden von Verbrauchern zurück. Im Jahr 2022 sind nach dem Verbraucherschützer Armin Valet deutlich mehr Hinweise auf "Weniger-drin-Tricksereien" von Unternehmen eingegangen. Ebenfalls mit Verweis auf höheren Preis bei gleichbleibender Verpackung, aber geringerem Inhalt erhielt „Rama“ im Jahr 2022 den Negativpreis „KONSUM-Ente“ des österreichischen Vereins für Konsumenteninformation verliehen.
Der Verbraucherzentrale Bundesverband urteilte 2024 auf seinem Internetportal: „Die Werbung mit ‚100 % Natürliche Zutaten‘ passt nicht zu einer industriell hergestellten Margarine mit Zusatzstoffen.“
Foodwatch nominierte Rama aus demselben Grund im Jahr 2025 als einen von fünf Kandidaten für seinen Schmähpreis „Goldener Windbeutel“. Die Margarine werde prominent mit „100 % natürliche Zutaten“ beworben. Das sei irreführende Werbung, denn fast zwei Drittel der Verbraucher würden dabei minimal verarbeitete Lebensmittel ohne Zusatzstoffe erwarten. Sie enthalte aber – wie andere Margarinen auch – zahlreiche Zusatzstoffe und industriell hergestellte Zutaten. Diese könnten zwar aus natürlichen Rohstoffen stammen, würden aber technisch stark bearbeitet.